# Inundaciones de Jaiber Pajtunjuá de 2016
Al menos 45 personas murieron y otros 34 resultaron hospitalizados por las fuertes lluvias, causantes de las inundaciones, que se dieron provincia de  Jaiber Pajtunjuá, en el noreste de Pakistán, el 3 de abril de 2016.